# Prorocopis symmopa
Prorocopis symmopa là một loài bướm đêm trong họ Noctuidae.